# Seigan-ji

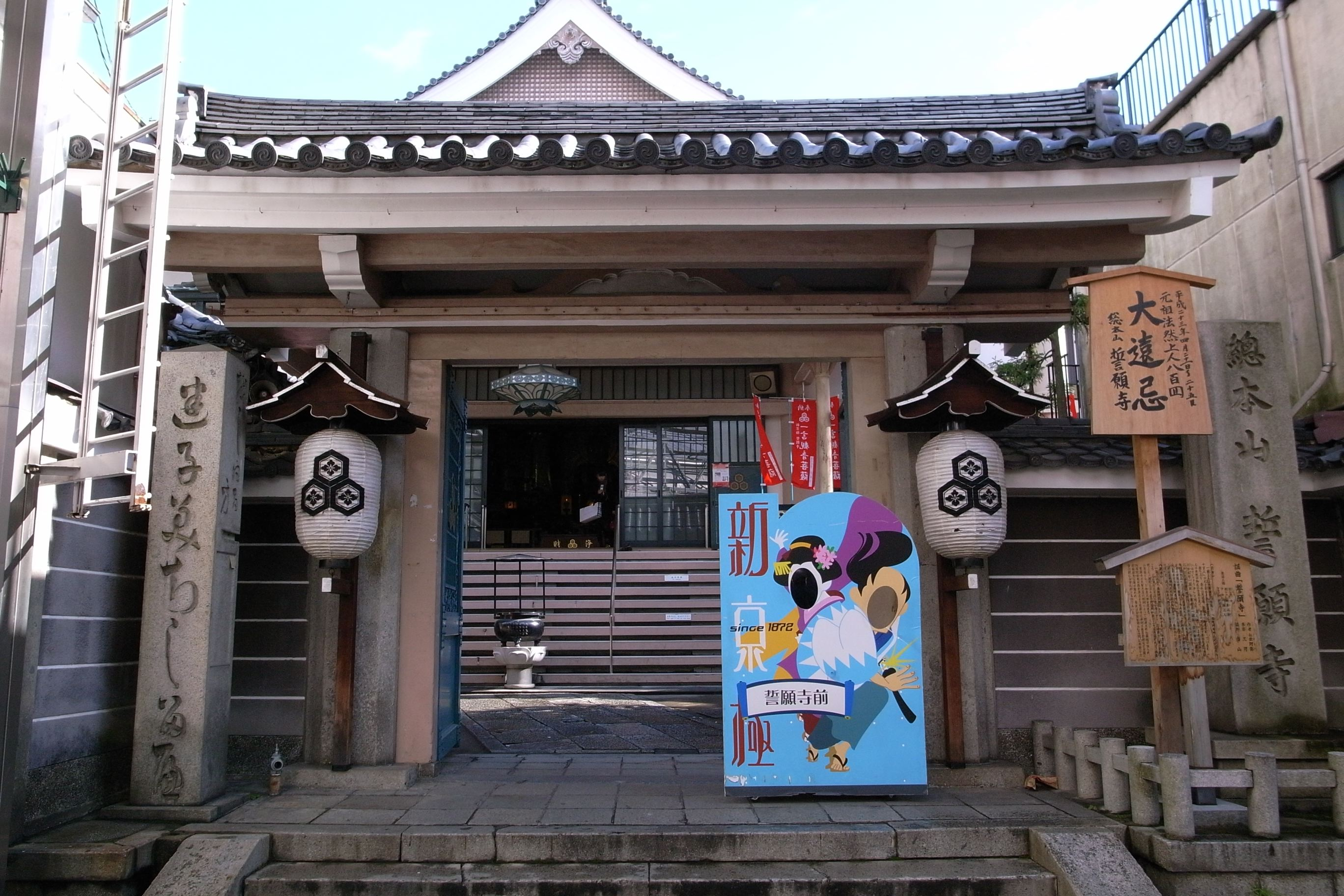
Tor zum Seiganji

Der Seigan-ji (japanisch 誓願寺), ein Tempel im Nakagyō-ku, Kyōto, ist der Haupttempel des Nishiyama-shinsō-Zweigs (西山深草派) der Jōdo-Richtung des Buddhismus. Er ist der 15. Tempel des Neuen Saigoku-Pilgerwegs.

## Geschichte
Angelegt als Gebetstempel des Kaiser Tenji in Nara soll er mit der Verlegung der Hauptstadt in der Heian-Zeit nach Fukakusa (深草) verlegt worden sein. Später wurde er in den Bezirk Kamigyō verlegt und schließlich während der Tenshō-Ära (天正, 1573–1592) an den heutigen Standort, wo der Tempel die weitläufigste Anlage der Tempelstadt besaß. Matsu no Marudono (松の丸殿; ?–1634), Schwester des Fürsten Kyōgoku Takatsugu (京極高次, 1563–1609), Nebenfrau Toyotomi Hideyoshis, förderte die bauliche Erhaltung des Tempels.

## Anlage
Wenn man das Tempeltor passiert hat, sieht man auf der Südseite eine Stein-Stupa, die „Fächerhügel“ (扇塚 Ōgi-zuka) genannt wird. Sie erinnert daran, dass das Nō-Stück „Seigan-ji“ in diesem Tempel spielt. Es war der Gebetstempel der Dichterin Izumi Shikibu, die um das Jahr 1000 lebte. 
Neben der Haupthalle (本堂 Hondō) besteht der Tempel heute nur aus wenigen Gebäuden.
Auf dem etwas entfernten Friedhof des Tempels findet man u. a. das Grab des Hoida Tadatomo (穂井田忠友; 1791–1847), Verfasser einer 45-bändigen Ausgabe der Büchersammlung des kaiserlichen Schatzhauses in Nara, des Shōsō-in unter dem Titel „Shōsōin bunjo seishū“ (正倉院文書正集), und das Grab des Arztes Yamawaki Tōyō (1706–1762), der durch die erste Sezierung von Leichen berühmt wurde.

## Tempelschätze
Zu den Tempelschätzen gehören eine Skulptur des heiligen Bishamon aus Holz (木造毘沙門天立像 Mokuzō Bishamon-ten ritsuzō) aus der Heian-Zeit und drei Hängerollen aus Seide (絹本着色誓願寺縁起 Kempon chakushoku Seiganji engi) aus der Muromachi- bis Edo-Zeit. Diese Schätze, die als Wichtiges Kulturgut Japans registriert sind, befinden sich in der Obhut des  Nationalmuseums Kyōto.